# Tetrops rosarum
Tetrops rosarum là một loài bọ cánh cứng trong họ Cerambycidae.